# سارة بنت تركي بن عبد الله آل سعود
سارة بنت تركي بن عبد الله آل سعود ولدت سارة في الرياض، ونشأت في بيئة علمية تبين لنا من خلال اهتمام والدها الإمام تركي بن عبد الله (1240 - 1249م / 1825 - 1834 م)، ثم أخيها الإمام فيصل بن تركي (1250- 1254 م / 1834 - 1838 م) (1299 م - 1282 هـ ، 1843 - 1865 م ) بالعلم والعلماء) . 

## نشأتها
بسبب نشأتها في بيئة علمية أبدت اهتماما طيبا بدعم العلم من خلال توفير الكتب للمحتاجين إليها، وتوجد نسخة من مخطوطة فتح المجيد بشرح كتاب التوحيد لعبد الرحمن بن حسن بن الشيخ محمد بن عبد الوهاب، عليها وقفية باسمها نصها كما يأتي:
الحمد لله وحده، انتقلت هذه النسخة المباركة من ملك عيسى بن مفتاح إلى ملك الحرة المصونة: سارة بنت الإمام تركي بن عبد الله آل سعود وقد أوقفتها لوجه الله تعالى على طلبة العلم في بلد الرياض وقفة صحيحة لا يباع ولا يوهب ولا يرهن (فمن بدله بعد ما سمعه فإنما إثمه على الذين يبدلونه إن الله سميع عليم) وصلى الله على محمد، سنة 1286 م .
والمؤسف في الأمر أن المصادر المتاحة بين أيدينا لا تتضمن أي معلومات عنها، وبالتالي فإننا لا نعرف أي شيء عن حياتها مثل زواجها، أو أبنائها إن كان لها أبناء، إضافة إلى أننا لا نعرف تاریخ وفاتها ومكانه، وإن كان من المرجح أنها توفيت في الرياض.